# Cindy Cheung

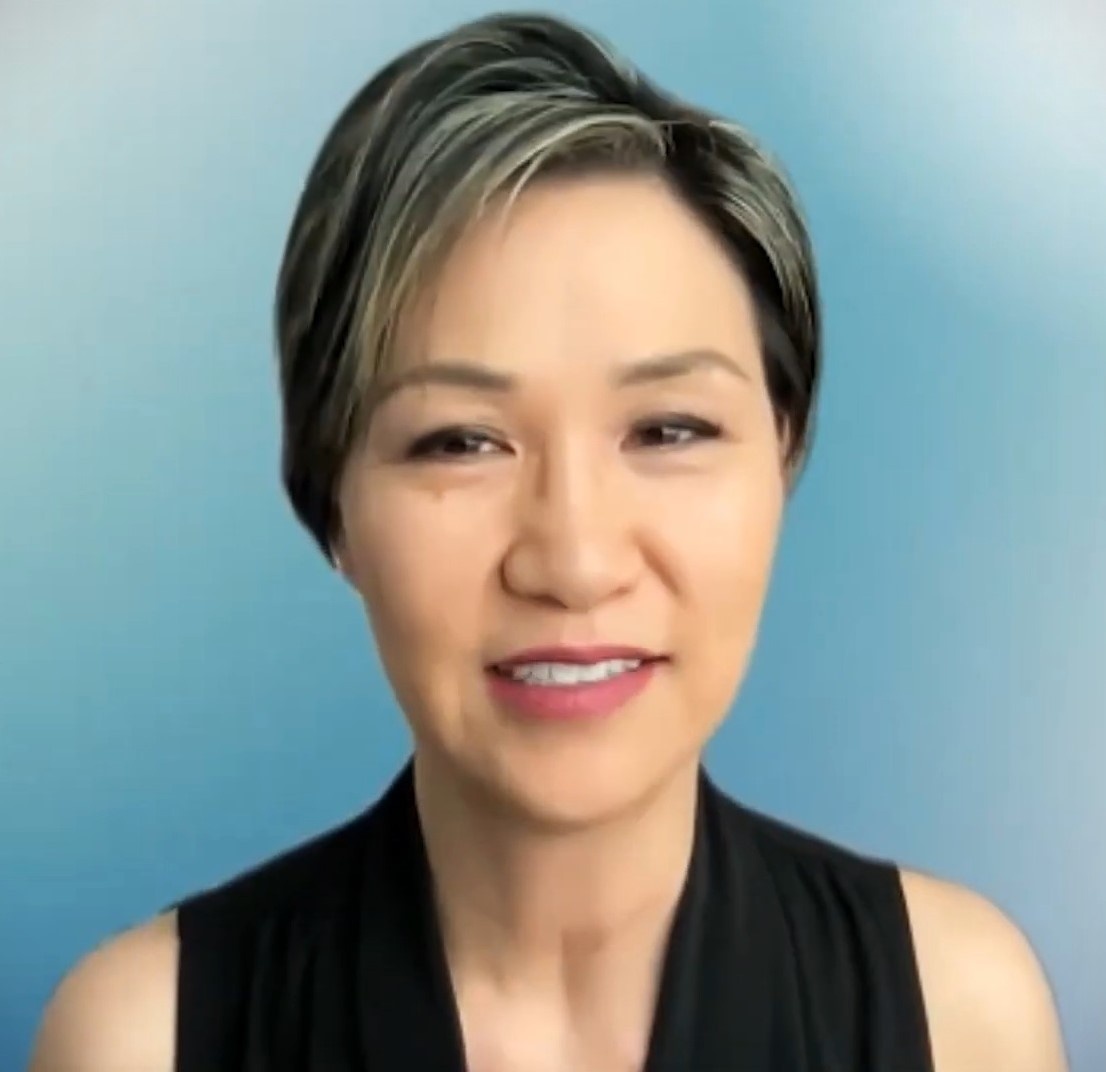
Cindy Cheung, 2022

Cindy Cheung (* 27. Januar 1970 in Kalifornien) ist eine US-amerikanische Schauspielerin chinesischer Abstammung.
Sie wird relativ häufig für Nebenrollen in US-amerikanischen Fernsehserien besetzt. In Deutschland ist sie bekannt durch die Rolle der Young-Soon Choi in dem Film Das Mädchen aus dem Wasser.
Cindy Cheung schloss ihre Schauspielausbildung mit dem Titel „Master of Fine Arts“ in Schauspielerei am American Conservatory Theater in San Francisco ab und hat einen Bachelor of Science in angewandter Mathematik der UCLA. Darüber hinaus ist sie Gründungsmitglied der Mr. Miyagi's Theatre Company.

## Filmografie
- 1995: Seinfeld (Fernsehserie, eine Folge)
- 2000: Speed for Thespians (Kurzfilm)
- 2003: Robot Stories
- 2004: Sex and the City (Fernsehserie, eine Folge)
- 2004: Spider-Man 2 (nicht im Abspann)
- 2005: Jonny Zero (Fernsehserie, 3 Folgen)
- 2005: Red Doors
- 2005, 2006: Criminal Intent – Verbrechen im Visier (Law & Order: Criminal Intent, Fernsehserie, zwei Folgen)
- 2006: Julie Reno, Bounty Hunter (Fernsehserie, eine Folge)
- 2006: East Broadway
- 2006: Das Mädchen aus dem Wasser (Lady in the Water)
- 2008, 2016: Law & Order: Special Victims Unit (Fernsehserie, zwei Folgen)
- 2008: Kung Fu Granny (Kurzfilm)
- 2008: Fringe – Grenzfälle des FBI (Fringe, Fernsehserie, eine Folge)
- 2009: Children of Invention
- 2009: Law & Order (Fernsehserie, eine Folge)
- 2009: Liebe, Lüge, Leidenschaft (One Life to Live, Fernsehserie, 4 Folgen)
- 2010: White Collar (Fernsehserie, eine Folge)
- 2011: Room #11 (Kurzfilm)
- 2011: The Potential Wives of Norman Mao (Kurzfilm)
- 2011: Bored to Death (Fernsehserie, eine Folge)
- 2012: Made in Jersey (Fernsehserie, eine Folge)
- 2012: The Problem of Gravity (Kurzfilm)
- 2013: Homeland (Fernsehserie, eine Folge)
- 2013–2015: Blue Bloods – Crime Scene New York (Blue Bloods, Fernsehserie, drei Folgen)
- 2014: Obvious Child
- 2014: So You’ve Grown Attached (Kurzfilm)
- 2014: Futurestates (Fernsehserie, eine Folge)
- 2015: Nurse Jackie (Fernsehserie, eine Folge)
- 2015: Mistress America
- 2016: O.T.P. (Fernsehserie, eine Folge)
- 2016: Elementary (Fernsehserie, eine Folge)
- 2016: Bull (Fernsehserie, eine Folge)
- 2017: Roxanne Roxanne
- 2017: The Strange Ones
- 2017: The Light of the Moon
- 2017: The Meyerowitz Stories (New and Selected)
- 2017–2019: Tote Mädchen lügen nicht (13 Reasons Why, Fernsehserie, zehn Folgen)
- 2018: High Maintenance (Fernsehserie, eine Folge)
- 2018: The Good Fight (Fernsehserie, eine Folge)
- 2018: Kevin Can Wait (Fernsehserie, eine Folge)
- 2023: Love in Taipei
- 2025: Dying for Sex (Miniserie)